# ATP Lyon Open 2022
ATP Lyon Open 2022 — тенісний турнір, що проходив на ґрунтових кортах у місті Ліон, Франція з  16 до 22 травня. Належав до категорії ATP 250.

## Фінальна частина

### Одиночний розряд
Камерон Норрі —  Алекс Молчан 6–3, 6–7(3–7), 6–1

### Парний розряд
Іван Додіг /  Остін Крайчек —  Максімо Гонсалес /  Марсело Мело 6–3, 6–4